# Georg Jedicke
Georg Jedicke, född den 26 mars 1887 i Dresden, Kungariket Sachsen, Kejsardömet Tyskland 
, död den 10 mars 1969 i Wiesbaden, var en tysk SS-Gruppenführer och generallöjtnant i Ordnungspolizei (Orpo). Vid andra världskrigets utbrott 1939 var han befälhavare för Ordnungspolizei (Befehlshaber der Ordnungspolizei, BdO) i Wiesbaden. Kort efter Tysklands anfall mot Sovjetunionen, Operation Barbarossa, utnämndes Jedicke till befälhavare för Ordnungspolizei i Ostland. 
Vid andra världskrigets slut internerades Jedicke i ett amerikanskt krigsfångeläger; han frisläpptes 1947.